# 쿨후흐

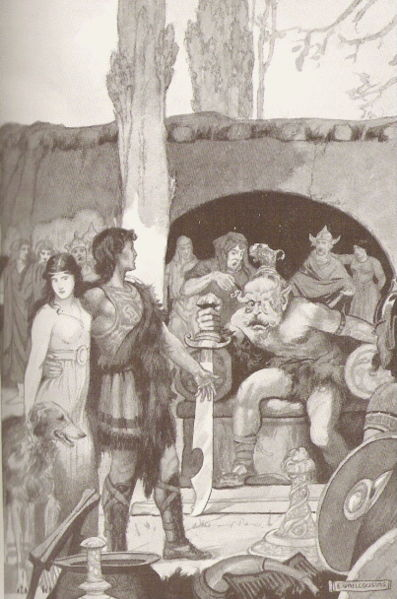
어스바다덴(오른쪽 옥좌에 앉은 노인)의 궁전에 찾아가 올루엔(가장 왼쪽 여자)과 결혼하겠다고 하는 쿨후흐(올루엔의 바로 오른쪽 남자).

쿨후흐(웨일스어: Culhwch [kʉlˈhuːχ])는 웨일스 신화의 등장인물로, 킬리드 팝 켈리돈과 골레우디드의 아들이며 아서의 사촌이다. 그는 〈쿨후흐와 올루엔〉의 주인공으로 민간어원에 따르자면 "쿨후흐"라는 이름은 "달리는 암퇘지"(cul="좁은", hwch="암퇘지")라는 뜻이라고 한다.
쿨후흐의 어머니 골레우디드는 쿨후흐를 임신한 뒤 발광하여 황야를 떠돌다가 돼지우리에서 쿨후흐를 낳고 죽었다. 돼지치기가 돼지우리에서 갓 태어난 쿨후흐를 발견해 킬리드 왕에게 데려다 주었다. 킬리드 왕은 재혼했으나, 쿨후흐는 새어머니가 자기 딸과 그를 결혼시키려 하자 거부했다. 노한 새 왕비는 쿨후흐가 거인 어스바다덴의 딸 올루엔 이외에는 아무와도 결혼할 수 없다고 저주를 걸었다. 올루엔을 한 번도 본 적이 없었지만 쿨후흐는 그녀에게 반하게 된다. 부왕은 그의 유명한 사촌인 아서의 도움 없이는 올루엔을 찾을 수 없을 것이라고 경고하고, 쿨후흐는 아서를 찾으러 길을 나선다. 쿨후흐는 콘월 켈리위그의 궁전에서 아서를 발견하고 도움을 청한다.
아서는 부탁을 들어주면서 쿨후흐에게 여섯 명의 전사를 붙여준다. 그들은 여행을 하다가 "세상에서 가장 아름다운 성"과 마주치고, 그 밖에서 어스바다덴의 형제인 양치기 쿠스텐닌을 만난다. 쿠스텐닌은 어스바다덴이 자신의 땅을 빼앗아가고 자신의 자식 스물세명을 죽였다고 말한다. 쿠스텐닌은 쿨후흐와 올루엔이 만나게 해주고, 올루엔은 쿨후흐와 동료들을 어스바다덴의 성 안으로 들여보내준다. 아서의 전사 중 한 명인 카이는 쿠스텐닌의 스물네 번째 아들 고레우 팝 쿠스텐닌을 목숨을 다해 지켜주겠다고 맹세한다.
전사들은 성을 기습해 문지기 아홉 명과 경비견 아홉 마리를 죽이고 거인의 저택에 들어간다. 그들이 도착하자 어스바다덴은 쿨후흐를 독침으로 죽이려 하지만, 첫번째는 베디비어가, 두번째는 법사 메누가, 마지막 세번째는 쿨후흐 본인이 독침을 막아낸다. 어스바다덴은 쿨후흐에게 자기 딸을 내어주겠다면서, 대신 몇 가지 불가능한 임무(anoethau)를 완수해야 한다는 조건을 붙인다. 쿨후흐는 그 조건을 받아들이고 아서와 아서의 전사들과 함께 임무들을 완수한다.
임무를 모두 완수하자 "어스바다덴 벤카우르를 해칠 마음으로 가득한" 쿨후흐와 고레우와 그 외 사람들은 어스바다덴의 궁전으로 향한다. 픽트 사람 카우(Caw)가 어스바다덴의 수염과 피부와 살점을 벗겨내고, 고레우가 어스바다덴을 밖으로 질질 끌고나가 참수하여 형제들의 원수를 갚는다. 어스바다덴의 머리는 창끝에 꽂혀 성채에 내걸리고, 고레우는 어스바다덴의 땅을 차지하고 올루엔은 쿨후흐와 결혼한다.